# 열한번째 엄마
열한번째 엄마는 2007년에 개봉한 대한민국의 영화이다. 김혜수, 김영찬, 류승룡이 주연으로 출연했다. 2007년 11월 29일에 개봉되었으며 350,204명의 관객을 모았다.

## 줄거리
열한 살 재수는 아버지의 폭력과 방치 속에서 힘겨운 삶을 살아간다. 아버지는 도박 중독에 일도 하지 않고, 재수는 스스로 밥을 해 먹거나, 식료품권으로 아껴 생활하며 여러 아르바이트를 전전한다. 아버지에게는 이미 열 명의 여자친구가 있었고, 재수는 그들이 왔다가 사라지는 것에 익숙하다. 그러던 어느 날, 아버지가 새로운 여자를 데려온다. 갑작스럽게 등장한 열한 번째 '새엄마'와 재수는 서로를 불신한다. 재수는 그녀 역시 곧 떠날 사람이라 여기고 마음을 주지 않으려 하고, 새엄마는 냉소적이고 모성애라고는 찾아볼 수 없는 술집 여자다. 재수는 이전까지 만났던 여자들과는 차원이 다른 새엄마를 불편해하며, 둘은 끊임없이 불평하고 다툰다. 하지만 시간이 지나면서 재수는 새엄마와 자신이 닮은 점이 많다는 것을 알게 되고, 결국 둘은 서로에게 마음을 열고 가까워진다.

## 캐스팅
- 김혜수 : 여자 역
- 김영찬 : 재수 역
- 류승룡 : 재수 부 역
- 황정민 : 백중 역
- 김지영 : 백중 모 역
- 노민우 : 준민 역
- 박현우 : 성현 역
- 안다니엘 : 반장 역
- 손소영 : 30대 여자 역
- 이응재 : 깍두기 역
- 임윤정 : 여고생 역
- 최두영 : 가게 주인 역
- 김구경 : 어금니 역
- 김동현 : 30대 불량배 역
- 홍기준 : 사진사 역
- 구본임 : 반장 모 역
- 배중식 : 형사 1 역
- 최영록 : 형사 2 역
- 최리호 : 순경 3 역
- 황인정 : 담임 선생님 역 (우정출연)
- 맹봉학 : 의사 역 (우정출연)